# Hassane Kamara
Hassane Kamara (Saint-Denis, 5 maart 1994) is een Frans–Gambiaans voetballer, die doorgaans speelt als linkervleugelverdediger. Kamara werd in juli 2020 door OGC Nice overgenomen van Stade de Reims.

## Clubcarrière
Kamara is een jeugdspeler van Châteauroux. Aldaar debuteerde hij op 4 april 2014 in de Ligue 2. In de uitwedstrijd tegen Clermont Foot mocht hij dertien minuten voor tijd Nasser Chamed komen vervangen. De wedstrijd eindigde uiteindelijk op 1–1. In het seizoen 2015/16 werd hij overgenomen door Stade de Reims toen uitkomend in de Ligue 1. Op 19 december 2015 maakte hij zijn debuut op het hoogste niveau tegen SC Bastia. Achttien minuten voor tijd verving hij Franck Signorino in een wedstrijd die met 2–0 werd verloren. Door degradatie kwam Reims opnieuw in de Ligue 2 terecht en werd Kamara in het seizoen 2016/17 voor een half jaar verhuurd aan Créteil. In het seizoen 2017/18 vervoegde hij opnieuw de selectie van Reims en had met 22 wedstrijden een groot aandeel in het behalen van de titel, die opnieuw toeliet om te promoveren naar de Ligue 1. In juli 2020 werd Kamara verkocht aan OGC Nice.

## Clubstatistieken
| Seizoen | Club           | Competitie           | Competitie | Competitie | Beker | Beker | Internationaal | Internationaal | Totaal | Totaal |
| Seizoen | Club           | Competitie           | Wed.       | Dlp.       | Wed.  | Dlp.  | Wed.           | Dlp.           | Wed.   | Dlp.   |
| ------- | -------------- | -------------------- | ---------- | ---------- | ----- | ----- | -------------- | -------------- | ------ | ------ |
| 2013/14 | Châteauroux    | Ligue 2              | 5          | 1          | 0     | 0     | –              | –              | 5      | 1      |
| 2014/15 | Châteauroux    | Ligue 2              | 21         | 4          | 3     | 0     | –              | –              | 24     | 4      |
| 2015/16 | Châteauroux    | Championnat National | 1          | 0          | 0     | 0     | –              | –              | 1      | 0      |
| 2015/16 | Stade de Reims | Ligue 1              | 2          | 0          | 0     | 0     | –              | –              | 2      | 0      |
| 2016/17 | Stade de Reims | Ligue 2              | 1          | 0          | 0     | 0     | –              | –              | 1      | 0      |
| 2016/17 | → Créteil      | Championnat National | 15         | 2          | 0     | 0     | –              | –              | 15     | 2      |
| 2017/18 | Stade de Reims | Ligue 2              | 22         | 1          | 2     | 0     | –              | –              | 24     | 1      |
| 2018/19 | Stade de Reims | Ligue 1              | 16         | 0          | 3     | 0     | –              | –              | 19     | 0      |
| 2019/20 | Stade de Reims | Ligue 1              | 7          | 1          | 1     | 0     | –              | –              | 18     | 1      |
| Totaal  | Totaal         | Totaal               | 90         | 9          | 9     | 0     | 0              | 0              | 99     | 9      |

Bijgewerkt op 4 november 2019.

## Erelijst
| Ligue 2 | 1 | 2017/18 |